# منتخب سانت فينسنت والغرينادين لاتحاد الرغبي
منتخب سانت فينسنت والغرينادين الوطني لاتحاد الرغبي (بالإنجليزية: Saint Vincent and the Grenadines Rugby Union Football Club)‏ هو ممثل سانت فينسنت والغرينادين الرسمي في المنافسات الدولية في اتحاد الرغبي .